# Попгергевци
Попгергевци е село в Северна България. То се намира в община Трявна, област Габрово.

## География
Село Попгергевци се намира в планински район.